# Хлупляны
Хлупля́ны (укр. Хлупляни) — село на Украине, основано в 1556 году, находится в Овручском районе Житомирской области.
Код КОАТУУ — 1824287901. Население по переписи 2001 года составляет 230 человек. Почтовый индекс — 11131. Телефонный код — 4148. Занимает площадь 1,298 км².

## История
Одно из старейших сел Полесья, расположенное в центре Овручско-Словечанского кряжа за 20 км от райцентра г. Овруча.
Упоминается с 1556 года, с самого провозглашения Брестского собора. Однако название Хлупляны было присвоено лишь в 1707 году. Об этом много написано в работах историка Владимира Антоновича. Громада села Хлупляны с 1596 года по 1713 год входила в Кременецкое братство. Имела свой приход и церковь, которую в 1713 году разграбили шляхтичи Гуляницкие и Минцовские. Они полностью вынесли все церковное имущество.
Точного толкования названия села никто не знает. За краеведом М.Брицуном название села Хлупляны (Хлопляны, Хлопяны, Хлупяны) происходит со времен польской добы — от слова «хлоп» — человек барский неимущий, бедный бесправный. Но, как утверждает тот же М.Брицун, понятие «хлоп» никакого отношения к Хлуплянам не имеет поскольку наименование «хлуп» — производное от «халупка» маленький тесный домик. Или же от слов «хлупень», «охлупень» — толстая древесина тесаная корытом, которой когда-то в древности наши предки полищуки прикрывали сверху крышу домика.
По данным археолога Томашевского А. П., люди заселили эту местность еще во времена палеолита. А по данным археологических исследований, проведенных в 1996—1997 гг., возле села был обнаружен поселок древнерусской эпохи. А также обнаружили три курганные могильника под селом, и мастерскую по изготовлению пирофилитовых прясел в урочище «Ровки». Камни, которые были обнаружены строителями при строительстве дома культуры, свидетельствуют о XV веке.
Первые письменные упоминания о селе Хлупляны относятся к 30 июля 1699 в жалобе местного священника Якова Никифоровича на Ивана Храналовича-Минора и его товарищей солдат на то, что они разломали замок на церковных дверях и украли вещи, отданные прихожанами для хранения в церкви как месте наиболее безопасном. Второй раз Хлуплянскую церковь ограбили в 1713 году шляхтичи Гуляницкий и Минцовський.
Некоторое время село принадлежало владениям имения Потоцких, основные здания поместья находились в городке Веледники. Крестьяне-крепостные постоянно привлекались к заготовкам леса для продажи.
Несколько слов и о церкви. Так по материалам историко-статистического описания: В Хлуплянах действовала церковь во имя Воскресения Христова (располагалась она на месте нынешнего дома культуры), до ее прихода были приписаны села Стуговщина, Слобода-Хлуплянська, Оленичи, Ширковщина, Скребеличи, Нагоряни, Глузмищина, Рудня-Барбаровка.
В начале XIX века крестьяне Хлуплян вели полунатуральное хозяйство, сами производили самые нужные орудия труда. Голод и болезни были постоянными спутниками Хлуплянских крестьян, ведь фельдшер был один, и тот в волостном городке, а больница была одна на уезд.
В 1860-х годах села Хлупляны, Стуговщина, Нагоряни, Оленичи принадлежали Кляре и ее мужу Антону-Фредерику Милиовичам.
Грамотным в деревне был только священник Запитинькевич. В 1904 году в селе открылась церковно-приходская школа, первым учителем которой был учитель по фамилии Чупира. в школе на 1904 насчитывалось около 30 детей.
В 1913 году большим землевладельцем в Хлуплянах была дворянка Круковская Филиппина Александровна, имевшая во владении 25991/2 дес. земли.
Революция 1905—1907 гг. село практически не затронула. Зато Первая мировая война унесла на свои фронты большую часть призывного мужского населения. Также на нужды армии забрали большую часть лошадей.
Февральская революция со своим бурным движением задела чуть ли не каждую семью Хлуплян, и соседних Оленичах, Нагорянах, Стугивщине. В январе 1918 года восставшие крестьяне под руководством Союка. А. М. Хилька. И. С.Радченка. А. Гопанчука. Ф. И. разгромили помещичье имение Круковской.
В 1923 году был образован Хлуплянский сельский совет, первым председателем которого стал Степан Хилько. Село вошло в состав новосозданного Словечанского района.
С 1926 года в селе заработала школа-семилетка.
Перед началом Второй мировой войны в Хлуплянах работали детские ясли, магазины, больница, баня сельдом. Но страшная война разрушила мирную жизнь хлуплянцев. При сельском совете была создана истребительная группа, которой руководил тогдашний председатель сельсовета А. Аврамчук.
23 августа 1941 село было оккупировано нацистами, которые так же, как и везде, установили так называемый «Новый Порядок». На подпольной работе было оставлено Андрея Аврамчука и Николая Кота. Но очень быстро Николая Кота обнаружили полицаи и расстреляли. Летом 1943 года в селе кто-то убил венгерского солдата (мадяра), после чего всех крестьян нацисты согнали к рову для расстрела. И только вмешательство начальника Словечанской вспомогательной полиции ст. Кобылинского «Монарховця» привело к тому, что этот массовый расстрел был заменен другим расстрелом выявленных лично начальником полиции, двух поляков-евреев: мужчины и женщины.
После потери нацистами райцентра Сливочного в декабре 1942 года они перенесли райцентр в Хлупляны разместив свой штаб в больнице. Трижды в 1943 году партизаны штурмовали укрепления врага в Хлуплянах, и трижды были вынуждены откатываться, ибо слишком хорошо были вооружены нацисты. Вскоре немецкий гарнизон был переведен в Овруч.
17 ноября 1943 силами партизанского соединения А.Н. Сабурова Словечанский район был освобожден от нацистов.
После изгнания нацистов лишь через три года начали постепенно восстанавливать разрушенное хозяйство.
К 1962 году в селе отстроили 18 животноводческих помещений колхоза, мастерские, гараж для колхозных тракторов, баню, 2 детских ясел, школу 8-летку, а также 200 домов.
По состоянию на 1962 г. Хлуплянский сельсовет перешел к Овручскому району.
В начале 80-х годов серьезно изменился центр деревни: там, где когда-то стояла церковь, появился дом культуры, справа сельмагазин, а дальше участковая больница, в настоящее время амбулатория, на восточной окраине села вырос двухэтажный дом школы. В селе построили свое почтовое отделение, здание сельсовета, заасфальтировали центр села.
В данное время в состав Хлуплянского сельского совета входят села Стуговщина, Сырковщина, Оленичи, Нагоряни, Теклевка.
В селе Хлупляны есть такие улицы: Шевченка, Молодежная, Колхозная, Центральная, Школьная.

## Адрес местного Сельского совета
11131, Житомирская область, Овручский р-н, с. Хлупляны